# Christos Papakyriakopoulos
Christos Dimitriou Papakyriakopoulos (beter bekend als "Papa" (Grieks: Χρήστος Δημητρίου Παπακυριακόπουλος) (Chalandri, Athene, 29 juni 1914 - Princeton, 29 juni 1976) was een Griekse wiskundige die gespecialiseerd was in de meetkundige topologie.
Papakyriakopoulos is het meest bekend voor zijn bewijs van het lemma van Dehn, de lusstelling en de "sfeer"-stelling, drie fundamentele resultaten in de studie van 3-variëteiten. Voor deze resultaten werd hij in 1964 beloond met de eerste Oswald Veblen-prijs in de meetkunde. Vanaf het begin van de jaren 1960 werkte hij vooral aan het vermoeden van Poincaré. 